# Třída Ambassador
Třída Ambassador je fiktivní třída hvězdných lodí Hvězdné flotily Spojené federace planet, které se vyskytují ve sci-fi příbězích Star Trek. Plavidla této třídy se objevila v několika epizodách seriálů Star Trek: Nová generace a Star Trek: Stanice Deep Space Nine.
Design třídy Ambassador navrhl pro natáčení Nové generace výtvarník Andrew Probert jako přirozený mezičlánek mezi staršími loděmi třídy Excelsior z třetího a čtvrtého filmu a novými plavidly třídy Galaxy, mezi něž patří i USS Enterprise (NCC-1701-D) z Nové generace. První loď třídy Ambassador se v tomto seriálu objevila ve třetí řadě, kdy se již Probert na produkci nepodílel. Její design proto pro výrobu filmového modelu upravili Rick Sternbach a Greg Jein.

## Popis
Lodě třídy Ambassador jsou těžké křižníky určené jak pro boj, tak i pro průzkumné mise. Mají klasickou koncepci hvězdných lodí Flotily skládající se z talířové sekce (primární trup), spojovacího krku a inženýrské sekce (sekundární trup se strojovnou a warpovými motory), po jejíž bocích jsou umístěny warpgondoly. V průběhu výroby byla konstrukce mírně upravena, spojovací krk byl s primárním trupem posunut mírně dozadu. V souvislosti s tím a s minimální bezpečnou vzdáleností warpgondol a talířové sekce musely být posunuty vzad i gondoly.
Na palubě lodi třídy Ambassador mohli bydlet také rodinní příslušníci posádky, ale pouze u těch členů, jež na lodi sloužili více než šest měsíců.
Podle původního Probertova návrhu měly mít lodě délku 524,3 m, v knize Star Trek Encyclopedia se vyskytuje údaj 526 m. Ve scénáři k epizodě „Enterprise včerejška“ seriálu Nová generace, který nebyl v této podobě odvysílán, bylo uvedeno, že posádka Enterprise-C čítala 700 osob.
Výzbroj plavidel třídy Ambassador tvoří 10 phaserových baterií a 2 torpédomety s fotonovými torpédy.

## Lodě třídyAmbassador
USS Enterprise (NCC-1701-C)V pořadí čtvrtá loď Flotily pojmenovaná Enterprise se vyskytla v epizodě „Enterprise včerejška“ seriálu Star Trek: Nová generace. V roce byla 2344, při ochraně klingonské základny na planetě Narendra III, napadena romulanskými loděmi. Během bitvy se dostala do alternativní budoucnosti, kde potkala Enterprise-D, která své předchůdkyni pomohla s opravami; při klingonském útoku zde ale zahynula kapitánka Rachel Garrettová. Loď se nakonec dostala zpět do roku 2344 a byla zničena Romulany.
USS Excalibur (NCC-26517)Před rokem 2368 odolala borgskému útoku, část posádky ale byla asimilována. (Epizoda „Pud sebezáchovy“ seriálu Star Trek: Vesmírná loď Voyager.) V roce 2368 byla součástí loďstva, které provádělo blokádu klingonsko-romulanské hranice během klingonské občanské války. V této misi ji dočasně velel komandér William Riker (viz epizoda „Usmíření“ seriálu Nová generace).
USS HoratioLoď Horatio (podle knihy Star Trek Encyclopedia registrační číslo NCC-10532), které velel kapitán Walker Keel, byla roku 2364 zcela zničena sabotáží prvního důstojníka, který byl pod vlivem vetřelce ve svém těle. (Epizoda „Spiknutí“ seriálu Nová generace.)
USS Yamaguchi (NCC-26510)Podle epizody „Poslání“ seriálu Star Trek: Stanice Deep Space Nine se roku 2367 loď účastnila bitvy u Wolf 359 proti Borgovi, v níž byla zničena.
USS Zhukov (NCC-26136)Tato loď se v letech 2366 až 2368 několikrát setkala s Enterprise-D v seriálu Nová generace. Jejím velícím důstojníkem byl kapitán Gleason.
Kromě výše popsaných lodí byla v seriálech zmíněna některá další plavila, která podle publikace Star Trek Encyclopedia patří do třídy Ambassador. Zde uvedená registrační čísla pochází z téže publikace.
- USS Adelphi (NCC-26849)
- USS Exeter (NCC-26531; registrační číslo bylo uvedeno i v seriálu)
- USS Gandhi (NCC-26632)
- USS Valdemar (NCC-26198)